# Hospital de Sant Joan Baptista (Sitges)
L' Hospital de Sant Joan Baptista de Sitges és una institució sense afany de lucre, registrada des de l’any 1985 en la Direcció General de Dret d’Entitats Jurídiques del Departament de Justícia de la Generalitat de Catalunya, que es governa per la Fundació homònima. Té tres branques d’activitat:
• L’atenció geriàtrica i la col·laboració amb els estaments locals i autonòmics i estatals competents, que treballen en pro d’una millor qualitat de vida de les persones grans de Sitges i de la seva àrea d’influència, afavorint un envelliment actiu.
• La gestió del patrimoni que li ha estat llegat al llarg dels anys, destinant el manteniment de l’activitat principal de la Fundació.
• El cultiu, l’elaboració i la comercialització de la tradicional Malvasia de Sitges, provinent del Llegat Llopis, i difondre el patrimoni cultural que es desprèn a través del Centre d’Interpretació de la Malvasia de Sitges.

## Descripció de l'edifici de 1912
L'edifici actual, de 1912, es troba inclòs a l'Inventari del Patrimoni Arquitectònic de Catalunya. Consta de planta baixa, pis i soterrani. S'estructura en un cos central i dues ales laterals; el cos central, al seu torn, té dues ramificacions, l'església i el departament d'infecciosos. Les cobertes són de teula, a dues vessants amb ràfec sobresortint.
L'edifici de l'Hospital s'inscriu formalment en l'arquitectura noucentista, obra de l'arquitecte Josep Font i Gumà, així com la capella. L'edifici incorpora les característiques noucentistes de façana simple i blanca amb elements decoratius, combinant el maó, la ceràmica vidriada i els balcons de forja. És característica la cúpula amb finestrals, que fa l'efecte de lluerna a la part central de l'interior de l'edifici. L'obra realitzada segons el projecte de l'arquitecte Josep Font i Gumà, s'erigí al lloc conegut com La Pedrera d'en Sans, propietat de Sebastià Sans i Bori.

## Història
L'antic Hospital de Sant Joan i la seva capella, obres d'inicis del segle xiv, foren adquirides el 3-4-1910 per nord-americà Charles Deering a fi de construir en aquest lloc el conjunt Maricel. Després d'una instal·lació provisional al carrer Major, 30, va passar al seu emplaçament definitiu el 1912. La construcció del nou Hospital va fer-se amb el producte de la venda de l'antic i les aportacions del Patronat per la Beneficència de Sitges.
La capella fou beneïda el 1915. Conté el Retaule de la Concepció, d'estil Renaixement, obra de Jaume Forner (1544), procedent del Santuari del Vinyet, que va ser restaurat en el moment de la seva nova instal·lació per decorador i restaurador Joan Cuyàs.